# Emil Gutheil
Emil Arthur Gutheil (21 tháng 1 năm 1889 - 7 tháng 7 năm 1959) là một bác sĩ tâm thần người Mỹ gốc Ba Lan chuyên về tình dục ở loài người, âm nhạc trị liệu và phân tâm học. Ông là người sáng lập Hội vì Sự tiến bộ của Tâm lý liệu pháp (Association for the Advancement of Psychotherapy) và là biên tập viên của Tạp chí Tâm lý trị liệu Hoa Kỳ.

## Cuộc đời và sự nghiệp
Gutheil sinh ra ở Ba Lan và theo học tại Đại học Viên. Ông là bác sĩ tâm lý thần kinh tại Bệnh viện Đại học và từng là trợ lý riêng cho bác sĩ người Áo Wilhelm Stekel. Ông cùng vợ di cư sang Hoa Kỳ vào cuối những năm 1930 vì lo sợ Đức Quốc Xã truy bắt. Ông làm việc tại phòng khám tâm thần của Bệnh viện Mount Sinai, New York.
Gutheil qua đời ở thành phố New York do nhồi máu cơ tim. Để tôn vinh những đóng góp về mảng tâm thần học, tên của ông được đặt cho Thư viện Gutheil thuộc Đại học Baruch và Hội nghị tưởng niệm Gutheil (Gutheil Memorial Conference) trực thuộc Hội vì Sự tiến bộ của Tâm lý liệu pháp.

## Một số bài báo
- Gutheil EA (1930). An analysis of a case of transvestism. In Stekel, Sexual Aberrations; the Phenomenon of Fetishism in Relation to Sex. Liveright, pp. 345–351.
- Gutheil EA (1934). Analysis of a Case of Migraine. Psychoanalytic Review, 21:272-299
- Gutheil EA (1939). The Language of the Dream. M.D. New York - The Macmillan Company.
- Gutheil EA (1944). Psychoanalysis and brief psychotherapy. J. Clin. Psychopath. & Psychotherapy, vol. VI, pp. 207–230.
- Gutheil EA (1947). Occupational neurosis in a musician. Am J Psychother. 1947 Oct;1(4):448-67. PMID 20270197
- Gutheil EA (1947). A rare case of sadomasochism. Am J Psychother. 1947 Jan;1(1):87-92. PMID 20290166
- Gutheil EA (1948). Dream and suicide. Am J Psychother. 1999 Spring;53(2):246-57. PMID 10415994
- Gutheil EA (1948). Training in psychotherapy. Am J Psychother. 1948 Oct;2(4):676-89. PMID 18103766
- Gutheil EA (1949). On the margin. Am J Psychother. 1949 Jul;3(3):430-3. PMID 18136697
- Gutheil EA (1951). The handbook of dream analysis. Liveright. 1970 reprint ISBN 978-0-87140-219-6
- Stekel W, Gutheil EA, eds. (1952). Patterns of psychosexual infantilism. Liveright, ISBN 978-0-87140-840-2
- Gutheil EA (1952). Music and your emotions. Liveright. 1970 reprint ISBN 978-0-87140-232-5
- Gutheil EA (1952). Does psychotherapy dormant psychoses? Am J Psychother. 1952 Oct;6(4):673-6. PMID 13007854
- Gutheil EA (1954). Music as adjunct to psychotherapy. Am J Psychother. 1954 Jan;8(1):94-109. PMID 13124590
- Gutheil EA (1954). The psychologic background of transsexualism and transvestism. Am J Psychother. 1954 Apr;8(2):231-9.  PMID 13148377
- Gutheil EA (1955). Current trends in psychotherapy. J Med Soc N J. 1955 Nov;52(11):580-5. PMID 13271957
- Gutheil EA (1955). Pseudoneurotic forms of depressive psychosis. Am J Psychother. 1955 Oct;9(4):719-36. PMID 1325888
- Gutheil EA (1958). Public education in preventive psychiatry. Am J Psychother. 1958 Oct;12(4):826-30. PMID 13583272
- Gutheil EA (1958). Dreams as an aid in evaluating ego strength. Am J Psychother. 1958 Apr;12(2):338-57. PMID 13521056
- Gutheil EA (1959). Reactive depressions. Reactive depressions. In S. Arieti (Ed.), American handbook of psychiatry, Vol. 1. New York: Basic Books, 1959.
- Gutheil EA (1959). Problems of therapy in obsessive-compulsive neurosis. Am J Psychother. 1959 Oct;13:793-808. PMID 13830448
- Stekel W, Gutheil EA, Wertham F, van Teslaar JS (1961). Auto-erotism: a psychiatric study of masturbation and neurosis. Grove Press
- Gutheil EA (1962). The exhibitionism of Jean Jacques Rousseau. An abstract of Stekel's analysis. Am J Psychother. 1962 Apr;16:266-77. PMID 13903148